# 24 uur van Le Mans 2014

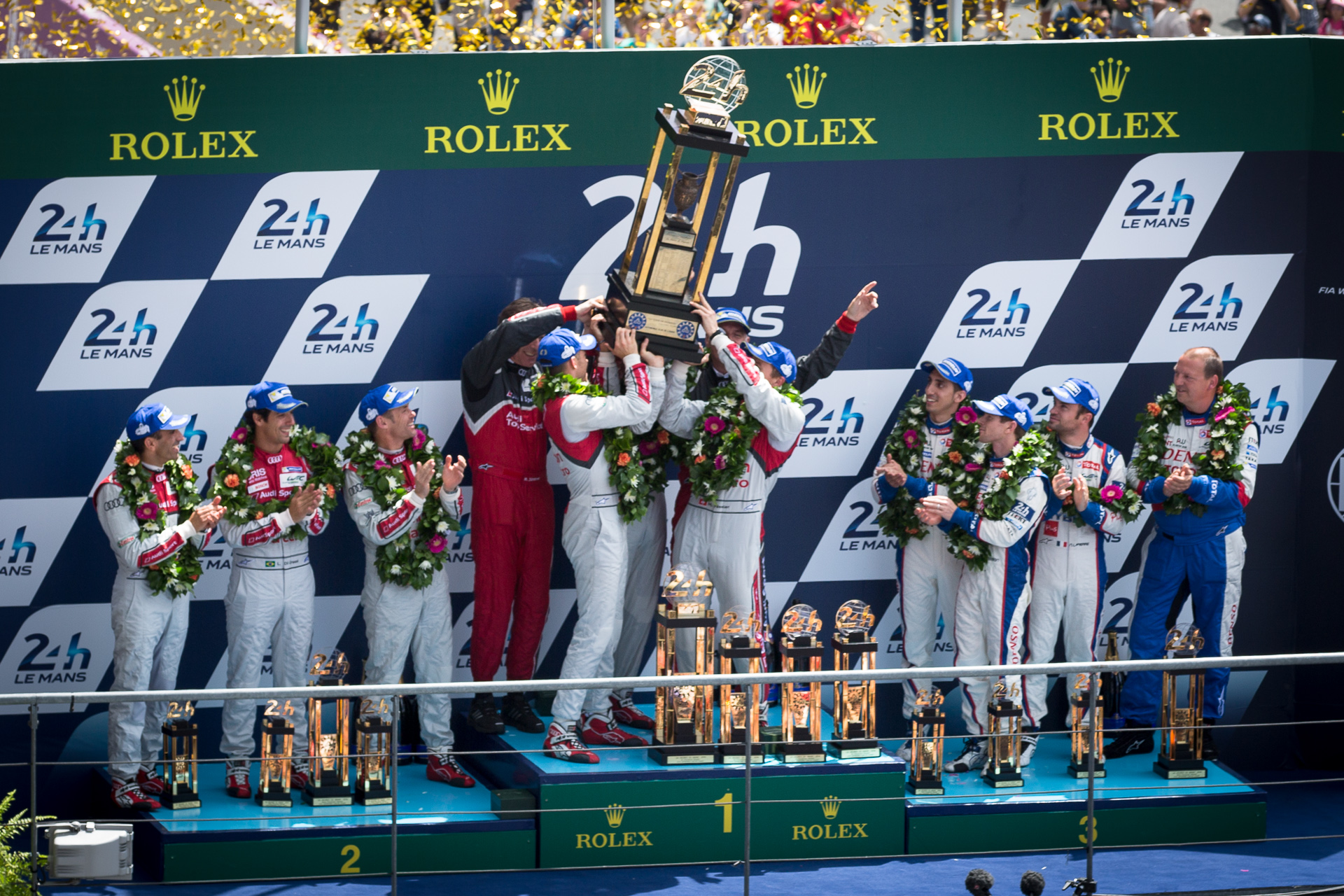
Podium

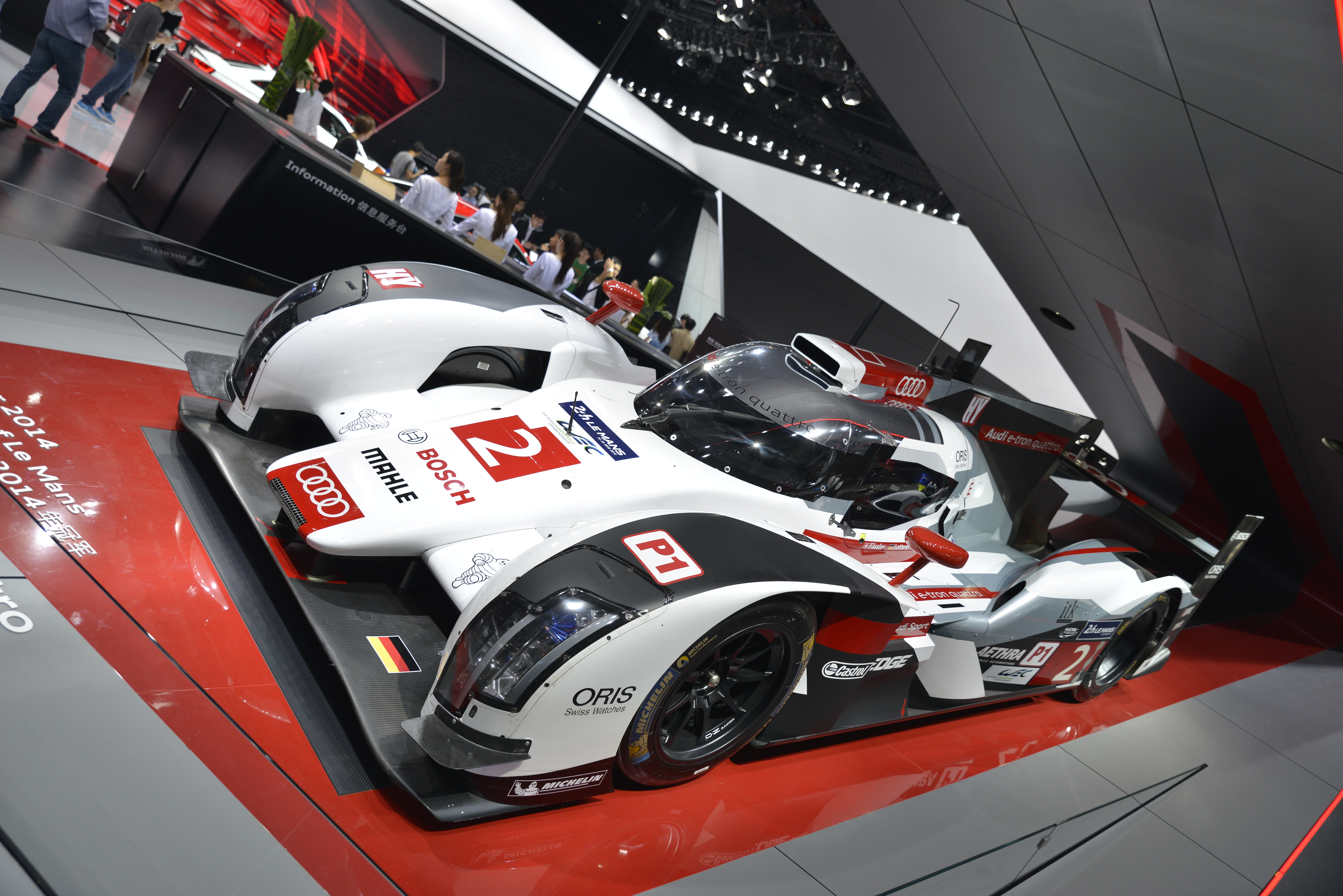
De winnende auto: de Audi R18 e-tron quattro #2

De 24 uur van Le Mans 2014 was de 82e editie van deze endurancerace. De race werd verreden op 14 en 15 juni 2014 op het Circuit de la Sarthe nabij Le Mans, Frankrijk. Het was de derde race van het FIA World Endurance Championship-seizoen 2014.
De race werd gewonnen door de Audi #2 van André Lotterer, Marcel Fässler en Benoît Tréluyer. Zij behaalden allen hun derde Le Mans-zege, nadat zij de edities van 2011 en 2012 ook al op hun naam schreven. De LMP2-klasse werd gewonnen door de Jota #38 van Simon Dolan, Harry Tincknell en Oliver Turvey. De LMGTE Pro-klasse werd gewonnen door de #51 AF Corse van Gianmaria Bruni, Giancarlo Fisichella en Toni Vilander. De LMGTE Am-klasse werd gewonnen door de #93 Aston Martin Racing van David Heinemeier Hansson, Kristian Poulsen en Nicki Thiim. Zij droegen hun zege op aan Allan Simonsen, die in de race van 2013 in dezelfde auto om het leven kwam bij een ongeluk.

## Race
Winnaars in hun klasse zijn vetgedrukt; LMP1-H en LMP1-L zijn rood, LMP2 is blauw, LMGTE Pro is groen en LMGTE Am is oranje.
- Loïc Duval zou plaatsnemen in de #1 Audi, maar hij raakte geblesseerd tijdens een ongeluk tijdens de vrije trainingen op woensdag. Hij werd vervangen door Marc Gené.
- Marc Gené zou plaatsnemen in de #38 Jota Sport, voordat hij werd opgeroepen als vervanger van Duval in de #1 Audi. Hij werd vervangen door Oliver Turvey.
- Bret Curtis zou plaatsnemen in de #79 Prospeed, maar hij liep een hersenschudding op tijdens de kwalificatie en mocht niet deelnemen aan de race. Het team riep Sebastien Crubilé op als vervanger, maar hij mocht niet starten van de organisatie omdat hij geen ronden had gereden in het donker. Prospeed koos er uiteindelijk voor om met twee coureurs te rijden, waardoor zij van de LMGTE Am- naar de LMGTE Pro-categorie werden verplaatst, aangezien zij geen amateurcoureur meer hadden.
- De #20 Porsche werd niet geklasseerd omdat deze niet de laatste ronde van de race had voltooid.
- James Calado zou plaatsnemen in de #71 AF Corse, maar hij raakte geblesseerd tijdens een ongeluk in de kwalificatie. Hij werd vervangen door Pierre Kaffer.
- De #99 Aston Martin trok zich terug uit de race na een ongeluk tijdens de kwalificatie op woensdag. De auto raakte zwaar beschadigd en kon niet gerepareerd worden voor de start van de race.

| Pos. | Klasse    | No. | Team                      | Coureurs                                              | Chassis                         | Banden | Ronden |
| Pos. | Klasse    | No. | Team                      | Coureurs                                              | Motor                           | Banden | Ronden |
| ---- | --------- | --- | ------------------------- | ----------------------------------------------------- | ------------------------------- | ------ | ------ |
| 1    | LMP1-H    | 2   | Audi Sport Team Joest     | André Lotterer Marcel Fässler Benoît Tréluyer         | Audi R18 e-tron quattro         | M      | 379    |
| 1    | LMP1-H    | 2   | Audi Sport Team Joest     | André Lotterer Marcel Fässler Benoît Tréluyer         | Audi TDI 4.0L Turbo V6 (Diesel) | M      | 379    |
| 2    | LMP1-H    | 1   | Audi Sport Team Joest     | Tom Kristensen Marc Gené Lucas di Grassi              | Audi R18 e-tron quattro         | M      | 376    |
| 2    | LMP1-H    | 1   | Audi Sport Team Joest     | Tom Kristensen Marc Gené Lucas di Grassi              | Audi TDI 4.0L Turbo V6 (Diesel) | M      | 376    |
| 3    | LMP1-H    | 8   | Toyota Racing             | Anthony Davidson Sébastien Buemi Nicolas Lapierre     | Toyota TS040 Hybrid             | M      | 374    |
| 3    | LMP1-H    | 8   | Toyota Racing             | Anthony Davidson Sébastien Buemi Nicolas Lapierre     | Toyota 3.7L V8                  | M      | 374    |
| 4    | LMP1-L    | 12  | Rebellion Racing          | Nicolas Prost Nick Heidfeld Mathias Beche             | Rebellion R-One                 | M      | 360    |
| 4    | LMP1-L    | 12  | Rebellion Racing          | Nicolas Prost Nick Heidfeld Mathias Beche             | Toyota RV8KLM 3.4L V8           | M      | 360    |
| 5    | LMP2      | 38  | Jota Sport                | Simon Dolan Harry Tincknell Oliver Turvey             | Zytek Z11SN                     | D      | 356    |
| 5    | LMP2      | 38  | Jota Sport                | Simon Dolan Harry Tincknell Oliver Turvey             | Nissan VK45DE 4.5L V8           | D      | 356    |
| 6    | LMP2      | 46  | Thiriet by TDS Racing     | Pierre Thiriet Ludovic Badey Tristan Gommendy         | Ligier JS P2                    | D      | 355    |
| 6    | LMP2      | 46  | Thiriet by TDS Racing     | Pierre Thiriet Ludovic Badey Tristan Gommendy         | Nissan VK45DE 4.5L V8           | D      | 355    |
| 7    | LMP2      | 36  | Signatech Alpine          | Paul-Loup Chatin Nelson Panciatici Oliver Webb        | Alpine A450b                    | D      | 355    |
| 7    | LMP2      | 36  | Signatech Alpine          | Paul-Loup Chatin Nelson Panciatici Oliver Webb        | Nissan VK45DE 4.5L V8           | D      | 355    |
| 8    | LMP2      | 24  | Sébastien Loeb Racing     | René Rast Jan Charouz Vincent Capillaire              | Oreca 03R                       | M      | 354    |
| 8    | LMP2      | 24  | Sébastien Loeb Racing     | René Rast Jan Charouz Vincent Capillaire              | Nissan VK45DE 4.5L V8           | M      | 354    |
| 9    | LMP2      | 35  | OAK Racing                | Alex Brundle Jann Mardenborough Mark Shulzhitskiy     | Ligier JS P2                    | D      | 354    |
| 9    | LMP2      | 35  | OAK Racing                | Alex Brundle Jann Mardenborough Mark Shulzhitskiy     | Nissan VK45DE 4.5L V8           | D      | 354    |
| 10   | LMP2      | 43  | Newblood by Morand Racing | Gary Hirsch Romain Brandela Christian Klien           | Morgan LMP2                     | D      | 352    |
| 10   | LMP2      | 43  | Newblood by Morand Racing | Gary Hirsch Romain Brandela Christian Klien           | Judd HK 3.6L V8                 | D      | 352    |
| 11   | LMP1-H    | 14  | Porsche Team              | Marc Lieb Romain Dumas Neel Jani                      | Porsche 919 Hybrid              | M      | 348    |
| 11   | LMP1-H    | 14  | Porsche Team              | Marc Lieb Romain Dumas Neel Jani                      | Porsche 2.0L Turbo V4           | M      | 348    |
| 12   | LMP2      | 33  | OAK Racing-Team Asia      | David Cheng Ho-Pin Tung Adderly Fong                  | Ligier JS P2                    | M      | 347    |
| 12   | LMP2      | 33  | OAK Racing-Team Asia      | David Cheng Ho-Pin Tung Adderly Fong                  | Honda HR28TT 2.8L Turbo V6      | M      | 347    |
| 13   | LMP2      | 34  | Race Performance          | Michel Frey Franck Mailleux Jon Lancaster             | Oreca 03R                       | D      | 342    |
| 13   | LMP2      | 34  | Race Performance          | Michel Frey Franck Mailleux Jon Lancaster             | Judd HK 3.6L V8                 | D      | 342    |
| 14   | LMP2      | 50  | Larbre Compétition        | Pierre Ragues Keiko Ihara Ricky Taylor                | Morgan LMP2                     | M      | 341    |
| 14   | LMP2      | 50  | Larbre Compétition        | Pierre Ragues Keiko Ihara Ricky Taylor                | Judd HK 3.6L V8                 | M      | 341    |
| 15   | LMGTE Pro | 51  | AF Corse                  | Gianmaria Bruni Giancarlo Fisichella Toni Vilander    | Ferrari 458 Italia GT2          | M      | 339    |
| 15   | LMGTE Pro | 51  | AF Corse                  | Gianmaria Bruni Giancarlo Fisichella Toni Vilander    | Ferrari 4.5L V8                 | M      | 339    |
| 16   | LMGTE Pro | 73  | Corvette Racing           | Jan Magnussen Antonio García Jordan Taylor            | Chevrolet Corvette C7.R         | M      | 338    |
| 16   | LMGTE Pro | 73  | Corvette Racing           | Jan Magnussen Antonio García Jordan Taylor            | Chevrolet 5.5L V8               | M      | 338    |
| 17   | LMGTE Pro | 92  | Porsche Team Manthey      | Marco Holzer Frédéric Makowiecki Richard Lietz        | Porsche 911 RSR                 | M      | 337    |
| 17   | LMGTE Pro | 92  | Porsche Team Manthey      | Marco Holzer Frédéric Makowiecki Richard Lietz        | Porsche 4.0L Flat-6             | M      | 337    |
| 18   | LMP2      | 29  | Pegasus Racing            | Julien Schell Léo Roussel Nicolas Leutwiler           | Morgan LMP2                     | D      | 336    |
| 18   | LMP2      | 29  | Pegasus Racing            | Julien Schell Léo Roussel Nicolas Leutwiler           | Nissan VK45DE 4.5L V8           | D      | 336    |
| 19   | LMGTE Am  | 95  | Aston Martin Racing       | David Heinemeier Hansson Kristian Poulsen Nicki Thiim | Aston Martin V8 Vantage GTE     | M      | 334    |
| 19   | LMGTE Am  | 95  | Aston Martin Racing       | David Heinemeier Hansson Kristian Poulsen Nicki Thiim | Aston Martin 4.5L V8            | M      | 334    |
| 20   | LMGTE Pro | 74  | Corvette Racing           | Tommy Milner Oliver Gavin Richard Westbrook           | Chevrolet Corvette C7.R         | M      | 333    |
| 20   | LMGTE Pro | 74  | Corvette Racing           | Tommy Milner Oliver Gavin Richard Westbrook           | Chevrolet 5.5L V8               | M      | 333    |
| 21   | LMGTE Am  | 88  | Proton Competition        | Christian Ried Klaus Bachler Khaled Al Qubaisi        | Porsche 911 RSR                 | M      | 332    |
| 21   | LMGTE Am  | 88  | Proton Competition        | Christian Ried Klaus Bachler Khaled Al Qubaisi        | Porsche 4.0L Flat-6             | M      | 332    |
| 22   | LMGTE Am  | 61  | AF Corse                  | Luis Pérez Companc Marco Cioci Mirko Venturi          | Ferrari 458 Italia GT2          | M      | 331    |
| 22   | LMGTE Am  | 61  | AF Corse                  | Luis Pérez Companc Marco Cioci Mirko Venturi          | Ferrari 4.5L V8                 | M      | 331    |
| 23   | LMGTE Am  | 90  | 8 Star Motorsports        | Frankie Montecalvo Paolo Ruberti Gianluca Roda        | Ferrari 458 Italia GT2          | M      | 330    |
| 23   | LMGTE Am  | 90  | 8 Star Motorsports        | Frankie Montecalvo Paolo Ruberti Gianluca Roda        | Ferrari 4.5L V8                 | M      | 330    |
| 24   | LMGTE Am  | 77  | Dempsey Racing-Proton     | Patrick Dempsey Joe Foster Patrick Long               | Porsche 911 RSR                 | M      | 329    |
| 24   | LMGTE Am  | 77  | Dempsey Racing-Proton     | Patrick Dempsey Joe Foster Patrick Long               | Porsche 4.0L Flat-6             | M      | 329    |
| 25   | LMP2      | 42  | Caterham Racing           | Tom Kimber-Smith Chris Dyson Matt McMurry             | Zytek Z11SN                     | D      | 329    |
| 25   | LMP2      | 42  | Caterham Racing           | Tom Kimber-Smith Chris Dyson Matt McMurry             | Nissan VK45DE 4.5L V8           | D      | 329    |
| 26   | LMGTE Am  | 98  | Aston Martin Racing       | Paul Dalla Lana Pedro Lamy Christoffer Nygaard        | Aston Martin V8 Vantage GTE     | M      | 329    |
| 26   | LMGTE Am  | 98  | Aston Martin Racing       | Paul Dalla Lana Pedro Lamy Christoffer Nygaard        | Aston Martin 4.5L V8            | M      | 329    |
| 27   | LMGTE Am  | 66  | JMW Motorsport            | Abdulaziz Al Faisal Seth Neiman Spencer Pumpelly      | Ferrari 458 Italia GT2          | M      | 327    |
| 27   | LMGTE Am  | 66  | JMW Motorsport            | Abdulaziz Al Faisal Seth Neiman Spencer Pumpelly      | Ferrari 4.5L V8                 | M      | 327    |
| 28   | LMGTE Am  | 70  | Team Taisan               | Shinji Nakano Martin Rich Pierre Ehret                | Ferrari 458 Italia GT2          | M      | 327    |
| 28   | LMGTE Am  | 70  | Team Taisan               | Shinji Nakano Martin Rich Pierre Ehret                | Ferrari 4.5L V8                 | M      | 327    |
| 29   | LMGTE Am  | 58  | Team Sofrev ASP           | Anthony Pons Soheil Ayari Fabien Barthez              | Ferrari 458 Italia GT2          | M      | 325    |
| 29   | LMGTE Am  | 58  | Team Sofrev ASP           | Anthony Pons Soheil Ayari Fabien Barthez              | Ferrari 4.5L V8                 | M      | 325    |
| 30   | LMGTE Am  | 57  | Krohn Racing              | Tracy Krohn Niclas Jönsson Ben Collins                | Ferrari 458 Italia GT2          | M      | 324    |
| 30   | LMGTE Am  | 57  | Krohn Racing              | Tracy Krohn Niclas Jönsson Ben Collins                | Ferrari 4.5L V8                 | M      | 324    |
| 31   | LMGTE Am  | 76  | IMSA Performance Matmut   | Raymond Narac Nicolas Armindo David Hallyday          | Porsche 997 GT3-RSR             | M      | 323    |
| 31   | LMGTE Am  | 76  | IMSA Performance Matmut   | Raymond Narac Nicolas Armindo David Hallyday          | Porsche 4.0L Flat-6             | M      | 323    |
| 32   | LMGTE Am  | 53  | Ram Racing                | Johnny Mowlem Archie Hamilton Mark Patterson          | Ferrari 458 Italia GT2          | M      | 319    |
| 32   | LMGTE Am  | 53  | Ram Racing                | Johnny Mowlem Archie Hamilton Mark Patterson          | Ferrari 4.5L V8                 | M      | 319    |
| 33   | LMGTE Pro | 79  | Prospeed Competition      | Jeroen Bleekemolen Cooper MacNeil                     | Porsche 997 GT3-RSR             | M      | 319    |
| 33   | LMGTE Pro | 79  | Prospeed Competition      | Jeroen Bleekemolen Cooper MacNeil                     | Porsche 4.0L Flat-6             | M      | 319    |
| 34   | LMGTE Am  | 67  | IMSA Performance Matmut   | Erik Maris Jean-Marc Merlin Éric Hélary               | Porsche 997 GT3-RSR             | M      | 317    |
| 34   | LMGTE Am  | 67  | IMSA Performance Matmut   | Erik Maris Jean-Marc Merlin Éric Hélary               | Porsche 4.0L Flat-6             | M      | 317    |
| 35   | LMGTE Pro | 97  | Aston Martin Racing       | Darren Turner Stefan Mücke Bruno Senna                | Aston Martin V8 Vantage GTE     | M      | 310    |
| 35   | LMGTE Pro | 97  | Aston Martin Racing       | Darren Turner Stefan Mücke Bruno Senna                | Aston Martin 4.5L V8            | M      | 310    |
| 36   | LMGTE Pro | 91  | Porsche Team Manthey      | Patrick Pilet Nick Tandy Jörg Bergmeister             | Porsche 911 RSR                 | M      | 309    |
| 36   | LMGTE Pro | 91  | Porsche Team Manthey      | Patrick Pilet Nick Tandy Jörg Bergmeister             | Porsche 4.0L Flat-6             | M      | 309    |
| 37   | LMP2      | 27  | SMP Racing                | Sergey Zlobin Anton Ladygin Mika Salo                 | Oreca 03R                       | M      | 303    |
| 37   | LMP2      | 27  | SMP Racing                | Sergey Zlobin Anton Ladygin Mika Salo                 | Nissan VK45DE 4.5L V8           | M      | 303    |
| 38   | LMGTE Am  | 62  | AF Corse                  | Yannick Mallégol Jean-Marc Bachelier Howard Blank     | Ferrari 458 Italia GT2          | M      | 295    |
| 38   | LMGTE Am  | 62  | AF Corse                  | Yannick Mallégol Jean-Marc Bachelier Howard Blank     | Ferrari 4.5L V8                 | M      | 295    |
| NC   | LMP1-H    | 20  | Porsche Team              | Timo Bernhard Brendon Hartley Mark Webber             | Porsche 919 Hybrid              | M      | 346    |
| NC   | LMP1-H    | 20  | Porsche Team              | Timo Bernhard Brendon Hartley Mark Webber             | Porsche 2.0L Turbo V4           | M      | 346    |
| DNF  | LMP1-H    | 7   | Toyota Racing             | Alexander Wurz Stéphane Sarrazin Kazuki Nakajima      | Toyota TS040 Hybrid             | M      | 219    |
| DNF  | LMP1-H    | 7   | Toyota Racing             | Alexander Wurz Stéphane Sarrazin Kazuki Nakajima      | Toyota 3.7L V8                  | M      | 219    |
| DNF  | LMGTE Am  | 72  | SMP Racing                | Andrea Bertolini Viktor Shaytar Aleksey Basov         | Ferrari 458 Italia GT2          | M      | 196    |
| DNF  | LMGTE Am  | 72  | SMP Racing                | Andrea Bertolini Viktor Shaytar Aleksey Basov         | Ferrari 4.5L V8                 | M      | 196    |
| DNF  | LMGTE Am  | 75  | Prospeed Competition      | François Perrodo Emmanuel Collard Markus Palttala     | Porsche 997 GT3-RSR             | M      | 194    |
| DNF  | LMGTE Am  | 75  | Prospeed Competition      | François Perrodo Emmanuel Collard Markus Palttala     | Porsche 4.0L Flat-6             | M      | 194    |
| DNF  | LMGTE Pro | 52  | Ram Racing                | Matt Griffin Álvaro Parente Federico Leo              | Ferrari 458 Italia GT2          | M      | 140    |
| DNF  | LMGTE Pro | 52  | Ram Racing                | Matt Griffin Álvaro Parente Federico Leo              | Ferrari 4.5L V8                 | M      | 140    |
| DNF  | LMP2      | 26  | G-Drive Racing            | Roman Roesinov Olivier Pla Julien Canal               | Morgan LMP2                     | D      | 120    |
| DNF  | LMP2      | 26  | G-Drive Racing            | Roman Roesinov Olivier Pla Julien Canal               | Nissan VK45DE 4.5L V8           | D      | 120    |
| DNF  | LMGTE Am  | 60  | AF Corse                  | Peter Mann Lorenzo Casè Raffaele Giammaria            | Ferrari 458 Italia GT2          | M      | 115    |
| DNF  | LMGTE Am  | 60  | AF Corse                  | Peter Mann Lorenzo Casè Raffaele Giammaria            | Ferrari 4.5L V8                 | M      | 115    |
| DNF  | LMP2      | 47  | KCMG                      | Matthew Howson Richard Bradley Alexandre Imperatori   | Oreca 03R                       | M      | 87     |
| DNF  | LMP2      | 47  | KCMG                      | Matthew Howson Richard Bradley Alexandre Imperatori   | Nissan VK45DE 4.5L V8           | M      | 87     |
| DNF  | LMP1-L    | 13  | Rebellion Racing          | Andrea Belicchi Fabio Leimer Dominik Kraihamer        | Rebellion R-One                 | M      | 73     |
| DNF  | LMP1-L    | 13  | Rebellion Racing          | Andrea Belicchi Fabio Leimer Dominik Kraihamer        | Toyota RV8KLM 3.4L V8           | M      | 73     |
| DNF  | LMP2      | 48  | Murphy Prototypes         | Nathanaël Berthon Karun Chandhok Rodolfo González     | Oreca 03R                       | D      | 73     |
| DNF  | LMP2      | 48  | Murphy Prototypes         | Nathanaël Berthon Karun Chandhok Rodolfo González     | Nissan VK45DE 4.5L V8           | D      | 73     |
| DNF  | LMP2      | 41  | Greaves Motorsport        | Michael Munemann Alessandro Latif James Winslow       | Zytek Z11SN                     | D      | 31     |
| DNF  | LMP2      | 41  | Greaves Motorsport        | Michael Munemann Alessandro Latif James Winslow       | Nissan VK45DE 4.5L V8           | D      | 31     |
| DNF  | LMGTE Pro | 71  | AF Corse                  | Davide Rigon Pierre Kaffer Olivier Beretta            | Ferrari 458 Italia GT2          | M      | 28     |
| DNF  | LMGTE Pro | 71  | AF Corse                  | Davide Rigon Pierre Kaffer Olivier Beretta            | Ferrari 4.5L V8                 | M      | 28     |
| DNF  | LMP1-H    | 3   | Audi Sport Team Joest     | Filipe Albuquerque Marco Bonanomi Oliver Jarvis       | Audi R18 e-tron quattro         | M      | 25     |
| DNF  | LMP1-H    | 3   | Audi Sport Team Joest     | Filipe Albuquerque Marco Bonanomi Oliver Jarvis       | Audi TDI 4.0L Turbo V6 (Diesel) | M      | 25     |
| DNF  | LMGTE Am  | 81  | AF Corse                  | Stephen Wyatt Michele Rugolo Sam Bird                 | Ferrari 458 Italia GT2          | M      | 22     |
| DNF  | LMGTE Am  | 81  | AF Corse                  | Stephen Wyatt Michele Rugolo Sam Bird                 | Ferrari 4.5L V8                 | M      | 22     |
| DNF  | LMP2      | 37  | SMP Racing                | Kirill Ladygin Maurizio Mediani Nicolas Minassian     | Oreca 03R                       | M      | 9      |
| DNF  | LMP2      | 37  | SMP Racing                | Kirill Ladygin Maurizio Mediani Nicolas Minassian     | Nissan VK45DE 4.5L V8           | M      | 9      |
| DNF  | CDNT      | 0   | Nissan Motorsports Global | Lucas Ordóñez Wolfgang Reip Satoshi Motoyama          | Nissan ZEOD RC                  | M      | 5      |
| DNF  | CDNT      | 0   | Nissan Motorsports Global | Lucas Ordóñez Wolfgang Reip Satoshi Motoyama          | Nissan 1.5L Turbo I3            | M      | 5      |
| WD   | LMGTE Pro | 99  | Aston Martin Racing       | Darryl O'Young Alex MacDowall Fernando Rees           | Aston Martin V8 Vantage GTE     | M      | 0      |
| WD   | LMGTE Pro | 99  | Aston Martin Racing       | Darryl O'Young Alex MacDowall Fernando Rees           | Aston Martin 4.5L V8            | M      | 0      |

1923 · 1924 · 1925 · 1926 · 1927 · 1928 · 1929 · 1930 · 1931 · 1932 · 1933 · 1934 · 1935 · 1936 · 1937 · 1938 · 1939 · 1940 - 1948 · 1949 · 1950 · 1951 · 1952 · 1953 · 1954 · 1955 (Ramp) · 1956 · 1957 · 1958 · 1959 · 1960 · 1961 · 1962 · 1963 · 1964 · 1965 · 1966 · 1967 · 1968 · 1969 · 1970 · 1971 · 1972 · 1973 · 1974 · 1975 · 1976 · 1977 · 1978 · 1979 · 1980 · 1981 · 1982 · 1983 · 1984 · 1985 · 1986 · 1987 · 1988 · 1989 · 1990 · 1991 · 1992 · 1993 · 1994 · 1995 · 1996 · 1997 · 1998 · 1999 · 2000 · 2001 · 2002 · 2003 · 2004 · 2005 · 2006 · 2007 · 2008 · 2009 · 2010 · 2011 · 2012 · 2013 · 2014 · 2015 · 2016 · 2017 · 2018 · 2019 · 2020 · 2021 · 2022 · 2023 · 2024